# Compagnia Italiana Meccaniche e Motori
Compagnia Italiana Meccaniche e Motori war ein italienischer Hersteller von Automobilen.

## Unternehmensgeschichte
Das Unternehmen aus Mailand begann 1951 mit der Produktion von Automobilen. Der Markenname lautete CIMEM. 1955 wurde der Sitz nach Rom verlegt. Im gleichen Jahr endete die Produktion.

## Fahrzeuge

### Girino
Der 1951 vorgestellte und in Serie hergestellte Girino war ein Dreirad, bei dem sich das einzelne Rad hinten befand. Der Einzylindermotor der Vespa mit 4,5 PS Leistung trieb das Hinterrad an. Das Leergewicht des türlosen Roadsters betrug 200 kg. Die bauartbedingte Höchstgeschwindigkeit war mit 50 km/h angegeben.

### Motospyder
Der 1955 vorgestellte Motospyder war ebenfalls ein Dreirad, bei dem sich allerdings das einzelne Rad vorne befand. Hier sorgte ein Motor mit 125 cm³ Hubraum von Piaggio für den Antrieb. Dieses Modell blieb ein Prototyp.